# ريميديوس بارو
ماريا دي لوس ريميديوس أليسيا رودريغا فارو إي أورانغا (المعروفة باسم ريميديوس فارو، 16 ديسمبر 1908 - 8 أكتوبر 1963) كانت رسامة سريالية إسبانية ومكسيكية.

## الحياة المبكرة والتعليم
ولدت ماريا دي لوس ريميديوس أليسيا رودريغا فارو إي أورانغا في 16 ديسمبر 1908 في أنغليس، وهي بلدة صغيرة في مقاطعة جرندة، في كاتالونيا. سُميت ريديموس على شرف عذراء لوس ريميديوس باعتبارها "تعويضاً" عن وفاة أختها الكبرى. وكان لديها شقيقان على قيد الحياة: الأخ الأكبر رودريغو، والأخ الأصغر لويس. وُلدت والدتها، إغناسيا أورانغا إي بيرجاريتشي، في الأرجنتين لوالدين من الباسك، وكان والدها، رودريغو فارو إي زاغالفو، من قرطبة في الأندلس.
تنقلت عائلتها كثيراً في جميع أنحاء إسبانيا وشمال أفريقيا خلال فترة طفولتها، لمتابعة عمل والدها كمهندس هيدروليكي. كان والدها ليبرالياً لاأدرياً إلى حد ما ودرس الإسبرانتو، بينما كانت والدتها كاثوليكية متدينة وسجلتها في مدرسة كاثوليكية صارمة في سن الثامنة. شجع والد فارو مساعيها الفنية، واصطحبها إلى المتاحف وطلب منها نسخ مخططاته بدقة. كانت فارو متمردة إلى حد ما أثناء تعلمها في المدرسة. وقرأت لمؤلفين مثل ألكسندر دوماس وجول فيرن وإدغار آلان بو، بالإضافة إلى الأدب الروحاني والأعمال الروحية الشرقية. أصبحت مهتمة بالأحلام كمراهقة، وكتبت قصصاً طورت عبرها موضوعات خيالية استكشفتها لاحقاً في فنها.
التحقت فارو بأكاديمية سان فرناندو للفنون الجميلة المرموقة في مدريد في 1924، وهي مدرسة معروفة بنظامها الصارم والدقيق. وبصرف النظر عن الفصول المطلوبة، اختارت فصلاً اختيارياً في الرسم العلمي. وكان أحد معلميها الرسام الواقعي مانويل بينيديتو، الذي تعلمت منه تقنيات الرسم الزيتي التقليدية. لقد ضاع الكثير من الأعمال التي رسمتها من 1926 إلى 1935، وخاصة لوحاتها الأكاديمية؛ ومن غير المعروف ماذا حدث لهذه الأعمال الفنية.
أصبحت الحركة السريالية تحظى بشعبية في المشهد الفني في مدريد خلال عشرينيات القرن العشرين؛ حيث استضافت المدينة مثقفين وفنانين طليعيين مثل فيديريكو غارثيا لوركا ولويس بونويل ورافائيل ألبيرتي وسلفادور دالي. انجذبت فارو إلى السريالية، حيث وجدت الإلهام في أعمال هيرونيموس بوس، وفرانثيسكو غويا، وإل غريكو التي زارتها في متحف ديل برادو.